# Meurtrie
Pour plus de détails, voir Fiche technique et Distribution.
Meurtrie (Bruised) est un thriller dramatique américain réalisé par Halle Berry, sorti en 2020. C'est le premier long métrage de Halle Berry en tant que réalisatrice ; elle interprète également le rôle principal et coproduit le film.
Présenté en avant-première au festival international du film de Toronto 2020, il sort en 2021 sur Netflix.

## Synopsis
Jackie Justice est une combattante de MMA qui doit affronter de jeunes adversaires et doit aussi assumer son rôle de mère auprès de son fils, Manny.

## Fiche technique
Sauf indication contraire, les informations mentionnées dans cette section peuvent être confirmées par la base de données cinématographiques IMDb,  présente dans la section « Liens externes ».
- Titre : Meurtrie
- Titre original : Bruised
- Réalisation : Halle Berry
- Scénario : Michelle Rosenfarb
- Musique : Terence Blanchard
- Direction artistique : Tommy Love
- Décors : Kait Murphy
- Photographie : Frank G. DeMarco
- Montage : Jacob Craycroft
- Production : Halle Berry, Guymon Casady, Terry Dougas, Brad Feinstein, Linda Gottlieb, Gillian Hormel, Basil Iwanyk, Paris Kassidokostas-Latsis, Erica Lee
- Sociétés de production : Entertainment 360, Thunder Road Pictures et Romulus Entertainment
- Sociétés de distribution : The Searchers (Belgique) ; Netflix
- Pays de production :  États-Unis
- Format : couleur
- Genre : drame, thriller
- Durée : 129 minutes
- Dates de sortie :
  - Canada : 12 septembre 2020 (Festival international du film de Toronto 2020)
  - Monde : 24 novembre 2021 (Netflix)

## Distribution
- Halle Berry (VF : Géraldine Asselin) : Jackie Justice
- Shamier Anderson (VF : Daniel Lobé) : Immaculate
- Adan Canto (VF : Stéphane Fourreau) : Desi
- Adriane Lenox (VF : Maïk Darah) : Angel McQueen
- Danny Boyd Jr. : Manny Lyons Jr.
- Sheila Atim (VF : Déborah Claude) : Buddhakan
- Stephen McKinley Henderson (VF : Rody Benghezala) : Pops
- Denny Dillon : Crazy Esther
- Valentina Shevchenko : Lady Killer

## Distinction
- Festival international du film de Toronto 2020 : sélection en section Gala Presentations